# 火焰之纹章 烈火之剑
《火焰之纹章 烈火之剑》是Intelligent Systems开发、任天堂于2003年首发的策略角色扮演游戏，对应掌上游戏机Game Boy Advance平台。游戏是火焰之纹章系列第7款主要作品，也是继《火焰之纹章 封印之剑》后系列又一款Game Boy Advance游戏。《烈火之剑》是系列首款推出西方本地化的游戏；北美版于2003年发行，欧洲和澳洲版于2004年发行。
游戏为《封印之剑》的前传，情节同样发生于虚构的埃列布大陆。游戏讲述琳、艾利乌德、海克托爾三位少年领主合作，寻找艾利乌德父亲下落，继而发现并挫败威胁埃列布大陆阴谋的故事。游戏沿用火焰之纹章前作的机制，玩家和敌军在网格制的地图上战斗。游戏角色分为不同的职业，各自能力相异；玩家角色战败即永久死亡。
游戏借用了《封印之剑》的素材，开发期原定七个月，但因加入新元素而延长至近一年。因《高级战争》拓宽西方策略角色扮演游戏受众，加之《任天堂明星大亂鬥DX》收录系列角色引发玩家注意，任天堂决定于西方市场发行本作。游戏在销量和评测方面均获成功。系列自本作开始大多数作品均有推出西方版。中国大陆公司神游科技曾以“火纹战记 烈火之剑”为题汉化本作，但游戏终未发行。

## 玩法

图为战斗部分，蓝、绿、红角色分别为自军、友军、敌军。蓝色网格为角色移动区域、红色网格为角色最远攻击范围

《火焰之紋章 烈火之劍》是款戰略角色扮演遊戲，玩家會扮演幕後軍師，操縱主角琳、艾利乌德、海克托爾及其軍隊，遊走於埃列布大陸以推動劇情發展。游戏依主人公分为三篇：前半部分为琳篇，有操作指導且難度較低，相當於教学部分；后半部分为艾利乌德篇和海克托爾篇，二者情节大致相同，前者通关时后者解锁。游戏分為若干章，各章以剧情开场，之后转入战斗部分。玩家可於戰鬥操作期間中斷存檔，并于各章戰鬥結束时保存进度。玩家擊敗敵方單位後不會獲得遊戲貨幣，只能通過挑戰競技場或開啟寶箱之類的方式賺取，並可以在地圖的特定位置向商人購買物品和武器。戰鬥期間玩家亦可在己方單位之間交換物品。
遊戲內每場戰鬥都在網格狀地圖上進行，戰鬥系統則採用回合制，以己方、敵方及友軍單位的排序進行。戰鬥期間地圖上會出現諸如戰爭迷霧之類的天氣和地形效果，玩家可以善用這些效果製造優勢來影響戰鬥發展。獲勝條件各章不一，例如全歼灭军、占领特定目标、坚守若干回合、營救非玩家角色等。在單位攻擊時，遊戲將會由原來俯瞰遊戲地圖的視角轉為側視戰場，並以自動方式進行實時戰鬥。受到攻擊時，角色會失去一定生命值，玩家可使用物品、治療魔法或某些可在給予敵方損傷同時回復自身生命值的特殊魔法來恢復角色生命值，或者站在一些能緩緩回復生命值的特殊地型上（如堡壘、大門或城堡）。一旦角色單位在戰鬥時陣亡便會永久死亡，玩家亦不能在餘下章節內使用相關角色。假如遊戲主角琳、艾利乌德和海克托爾死亡，遊戲便會結束，玩家必須重新開始戰鬥。
每個角色都有所屬職業，它決定了角色能使用的武器種類、攻擊範圍、移動距離及優勢劣勢等。角色在每次戰鬥後會獲得一定的經驗值，而當經驗值每累積至100時便會自動升級，並會隨機提升能力值。角色到達10級後，玩家可以利用特殊道具把其轉職為更強力的上級職業。武器的優劣取決於武器三角系統：長槍剋劍，劍剋斧，斧剋長槍。弓箭這類遠程武器則獨立於該系統，它對飛行單位的殺傷力極為顯著。遊戲的魔法亦由類似的三角系統控制強弱：元素系剋光系，光系剋暗系，暗系剋元素系。遊戲設有武器熟練度，當角色達到一定熟練度後才能使用強力武器。熟練度可通過使用同類武器不斷提升，從最低的E級升到A級，再到最高的S級。各類武器和物品均設耐久度限制，一旦歸零便無法使用。此外，特定角色緊鄰時將增加彼此友好度。該值達到一定數值將觸發支援對話，建立支援關係。支援關係分為C、B、A三級；相互支援角色距離不遠時，雙方提升能力值將會上升。
除了主線劇情，玩家可進入競技場模式與遊戲的人工智能對戰。玩家又可以與最多四名玩家連線並在競技場中對戰。玩家可指派最多五名角色出戰，武器則由系統自動安排。根据比赛条件的不同，最后存活的队伍或得分最高的队伍将获得胜利。竞技场模式下，角色不会永久死亡。

## 情节
遊戲故事設定在前作《火焰之纹章 封印之剑》的20年前，地圖同樣沿用埃列布大陆。近千年前，人类和龙族爆发了大战。在大贤者亞托思、魔法师布拉米蒙德等英雄的合力下，“人龙战争”以人类封印龙族而告终。战后埃列布大陆划分为若干国家和区域：如由基亞蘭、費雷、奧斯提亞等諸侯國結成的呂基亞同盟，由草原遊牧民組成的塞迦地区，以及軍事大國伯爾尼王國等。
游戏前半部分讲述琳的故事。琳是塞迦某部落的遊牧少女；游戏故事开始前，她的部落遭山贼袭击，仅餘她一人生还。游戏开始後，琳遇到了扮演见习军师的玩家。琳和玩家之後前往鄰近城鎮，前者從騎士口中得知其母实际上是基亚兰侯爵豪森之女。失去至亲的琳決定前往基亚兰和外祖父团聚。然而，豪森之弟隆格伦觊觎侯位，派军队一路追杀琳。前往基亚兰的途中，琳帮助了遭暗殺組織“黑牙”追殺的年輕的吟遊詩人尼尔斯；費雷侯爵之子艾利乌德则救出了尼尔斯姐姐尼尼安。本部分以琳击败隆格伦，和豪森团聚结束。
游戏后半部分讲述艾利乌德的故事。一年后，費雷侯爵艾爾巴特失踪，其子艾利乌德动身寻找父亲下落。途中，奧斯提亞侯爵尤瑟之弟，艾利烏德的好友海克托爾加入隊伍。其後兩人發現黑牙怂恿拉乌斯侯达林背叛呂基亞同盟，并派兵袭击基亚兰。解除基亚兰之围後，琳加入了队伍。艾利烏德亦得知，父親不願與達林合作，而被抓到“龙之门”。在龙之门，艾利乌德一行人再遇尼尼安姊弟，并得知黑牙的實際操控者是魔法師涅爾加魯。涅爾加魯企图在大陸挑起全面戰爭，又打算利用尼尼安的力量开启龙之门，将龙召唤到大陸。艾利烏德一行击败了达林，艾爾巴特则以生命为代价重创涅爾加魯。
撤離龙之门后，艾利乌德一行返回奧斯提亞並把事件經過告知尤瑟，後者指示他們前往納巴塔的西部沙漠。一行人在納巴塔拜見了大贤者亞托思，他指示眾人前往伯爾尼王国的封印神殿。此時伯爾尼正值王子賽菲爾加冕，然而加冕所需的王家宝物“火焰纹章”被盗，而国王又深恶賽菲爾，暗中勾结黑牙企圖刺殺王子。艾利乌德等人找回火焰紋章並保護了王子，王妃表示感谢，告知了前往封印神殿的秘道。神殿中，英雄布拉米蒙德告诉他們，若想击败涅爾加魯則必須取得「烈火之劍」等人龍戰爭時的“神將器”。涅爾加魯突然現身並将尼尼安抓走，及後又诱导艾利乌德用神将器杀死龙型的尼尼安。尼尔斯此時透露，他和尼尼安實際上是人龙混血。艾利乌德等人和亞托思重回龙之门，与涅爾加魯展开激战。涅爾加魯战败，但他用盡最後力量召喚了三條火龍。此时布拉米蒙德赶到，将尼尼安复活。尼尼安消灭了其中两条龙，众人则将最后一条龙击倒。
大戰後，亞托思用最后的力量预言，伯爾尼王国未来将挑起一场大戰。尼尼安和尼尔斯将龙之门重新封印。艾利乌德和海克托爾之后繼承了各自领地，琳送走豪森后返回草原。十五年后，艾利乌德和海克托爾重聚，相互介绍了各自的孩子罗伊和莉莉娜，并讨论了近期的伯爾尼王死亡事件。而在伯爾尼城堡，一名紅袍男子質問賽菲爾為何唤醒魔龙，是为《封印之剑》故事的前奏。

## 开发
《火焰之纹章 烈火之剑》由系列开发商Intelligent Systems制作。Intelligent Systems的成廣通和出石武宏担任制作人；任天堂的山上仁志担任监察人；金田妙子和西村建太郎擔任监制。橫山健和前田耕平编写剧本。在前作《封印之剑》擔任角色设计的和田幸子回歸出任相同職位。負責角色設計的還有金田榮路、井塚大介、平田亮。金田榮路和井塚大介均有參與前作《封印之剑》的製作，在本作中前者以未署名形式參與，後者負責繪制火龍等背景畫。平田亮則是首度出任角色設計，且曾經在前作擔任美術助手。如同系列前作，辻横由佳繼續谱写遊戲音乐；但此作之後，辻横不再負責系列譜曲工作。春山沙樹协助辻横谱曲。
遊戲的開發工作始於2002年《封印之劍》發布後。為補完《封印之劍》並吸引新玩家，開發團隊沿用了前作的設定和系統，並估計這款建基於《封印之劍》的續作開發期長約七個月。遊戲系列以高難度見稱，但往往勸退不少新玩家，因此團隊期望做出變革擴大玩家群，將它打造為任天堂主力作品。遊戲故事情節圍繞三個主要角色展開，其中前半部分的琳篇為教學篇，即便新手也能輕易通關，但之後的艾利烏德和海克托爾篇則會逐漸提升難度。團隊指最初構思是製作三個難度截然不同（簡單、普通、困難）的篇章來展示難度等級的差異，但最後決定把艾利烏德和海克托爾篇的難度統一。如同前作，遊戲系列名稱「火焰之紋章」在本作都是代表家族徽記。遊戲玩法原本與《封印之劍》無大分別，但開發團隊多次修改，加入了軍師系統和額外的教學關卡。另外，團隊亦首度引入占卜系統，玩家可于戰前聽取作战建議。由於遊戲新增了多項額外功能，最終令開發工作延長至一年多。製作人成廣通在接受訪問時表示，本作的剧情理念为在简单易懂故事的基础上构建“详细、复杂的人际关系”，又指引入不同新手友善功能是希望新玩家可以享受故事，不想他們在開始時便被遊戲難度勸退。至於軍師系統，總監西村建太郎表示這個元素可以消除以往作品中「既扮演主角又俯瞰戰鬥地圖」的不協調感，又指它原本只在琳篇出現，最終在任天堂的要求下得以貫穿遊戲始終。

## 发行
任天堂在2003年上旬公布有關《烈火之剑》的消息，是系列第二款適用於Game Boy Advance的作品。為了在日本國內宣傳遊戲，任天堂製作了一段由演員堀北真希出演的電視廣告，並採用平井堅的歌曲《LIFE is...》作配樂。總監西村建太郎指廣告未有顯示太多遊戲畫面，此舉旨在改變作品「只是款遊戲」的形象，並嘗試採用流行歌手的歌曲來吸引新玩家。2003年4月25日，遊戲正式在日本國內發行。任天堂在2014年5月14日透過Virtual Console釋出對應Wii U的遊戲版本。

### 在地化
由於火焰之纹章系列遊戲的文字量大，加上有觀點認為戰略角色扮演遊戲在海外並非主流銷量未必理想，因此西方世界對於遊戲本地化的構思遲遲未能實現，遊戲亦未能邁向國際。但2001年格斗游戏《任天堂明星大亂鬥DX》中，《封印之剑》的罗伊和系列首作的马尔斯双双登场，成为系列推出海外版的重要契机。大乱斗系列总监樱井政博希望收录更多挥剑角色，故自初代《任天堂明星大亂鬥》起就期望马尔斯登场。游戏性方面，罗伊则作为翻版马尔斯登场。由於火焰之纹章遊戲当时尚未登陆海外，两名角色共同登场的機會不大，最终樱井在北美任天堂的支持下设法同时留下他們。後來，諸如《高级战争》等遊戲扩大西方策略角色扮演玩家群，加上《大乱斗DX》引發玩家对罗伊和马尔斯的关注，使任天堂有充分理由在海外发行火焰之纹章作品。游戏本地化制作人蒂姆·奥利里（Tim O'Leary）后来在采访中称，《烈火之剑》本地化工作远比续作《圣魔之光石》复杂，但较《苍炎之轨迹》简单。
2003年中，北美任天堂作品发行表外泄，首次揭示了西方版游戏的消息。同年E3电子娱乐展上，任天堂正式公开游戏并推出试玩版。西方版游戏名不含副标题，直接称作“火焰之纹章”（Fire Emblem）。自2003年下旬起，遊戲先後在北美、澳洲、欧洲多地發售。在2014年8月21日和12月4日，任天堂透過Virtual Console先後在欧洲和北美釋出對應Wii U的遊戲版本。2017年前，日版游戏副标题的英語譯名為；2017年，任天堂官方将它翻译为。
2007年，中國大陸遊戲公司神遊科技亦曾製作遊戲的官方中文版並通過軟件審批，但卻從未在中國大陸地區正式發行。

## 评价
| 汇总媒体   | 得分   |
| ---------- | ------ |
| Metacritic | 88/100 |

| 媒体           | 得分   |
| -------------- | ------ |
| Eurogamer      | 9/10   |
| GamePro        | 4.5/5  |
| GameSpot       | 8.9/10 |
| GameSpy        | 4/5    |
| IGN            | 9.5/10 |
| PALGN          | 9/10   |
| 电子游戏软件   | 39/40  |
| 游戏机实用技术 | 26/30  |
| Fami通         | 34/40  |

遊戲普遍獲得正面評價。遊戲評論網站Metacritic基於31條評論給予遊戲88/100的評價。日本杂志《Fami通》和中国大陆杂志《游戏机实用技术》《电子游戏软件》均点评了游戏。情节方面，《Fami通》和《游戏机实用技术》称赞游戏故事更为饱满、角色更为鲜明。游戏系统上，三家杂志均认为教学系统是新玩家的福音，但对老玩家而言多余。《电子游戏软件》的MASCAR称，《烈火之剑》系统虽无本质变化却依然新颖；但《游戏机实用技术》LIKY持相反观点，称本作“不思进取”，“几点改进全部都是不关痛痒的东西”。对于游戏艺术设计，《游戏机实用技术》的邪魔天使称，游戏淡化了前作中可爱儿童的角色设定；《电子游戏软件》的星川名人则认为，淡彩铅插画令人耳目一新。
Eurogamer的汤姆·布拉姆韦尔（Tom Bramwell）称，游戏故事與其他同類型日系遊戲相比有過之無不及，且无缝融入到游戏系统之中。雜誌《GamePro》刊登斯塔爾·丁高（Star Dingo）的評論，稱遊戲故事屬於典型奇幻文學，內文「複雜但不會晦澀難懂」；GameSpot的贝萨妮·马西米拉（Bethany Massimilla）認為主线故事一般，但剧本和角色发展值得称赞。GameSpy的克里斯蒂安·纳特（Christian Nutt）称，无论日版还是西方版，游戏剧本都十分引人入勝。克雷格·哈里斯（Craig Harris）在IGN上撰文，指游戏憑著角色刻画勝過了《高级战争》，但不滿亦不理解“阵亡”角色還活在剧情中的設定。PALGN的安德鲁·伯恩斯（Andrew Burns）指遊戲任務數量雖少但質素不容小覷，又表示當開篇琳的故事告一段落后，更精彩的故事才到來。
針對遊戲玩法，《Fami通》其中一位編輯指全新的軍師系統可能會激怒系列粉絲。布拉姆韦尔称赞游戏融合了角色扮演和策略元素，角色永久死亡亦很契合游戏世界。丁高称赞关卡设计与操作，但認為和《最终幻想战略版Advance》相比，長度過短、深度亦不足。马西米拉打通游戏后称，游戏既容易上手又富有挑战；纳特对游戏体验满意，但质疑永久死亡設定，亦批评游戏金钱系统。哈里斯再将游戏和《高级战争》对比，称《烈火之剑》自有其特點，并对游戏总体表示肯定。身为系列老玩家，伯恩斯称《烈火之剑》为系列之佳作，值得西方玩家体验。

### 销量
日版《烈火之剑》首周销量为9.3万套，位居周销量榜亚军；次周销量为4.8万套，跌至榜单第4位；第三周销量为2.3万套，回升至榜单第3位。2003年上半年，游戏共售出22.4万套，为同期第21畅销游戏。截至2012年，《烈火之剑》在日本售出27.2万套。西方版游戏销量未具体公布；但开发者后来表示销量不错，并促成了任天堂GameCube家用游戏机续作《苍炎之轨迹》的开发。

### 荣誉
《烈火之剑》获IGN和GameSpy的“编辑推荐”。2004年，互动艺术与科学学会提名《烈火之剑》为“年度掌上游戏”。同年，游戏获国际游戏开发者协会頒授「最佳编剧奖」（与《超越善恶》和《星際大戰：舊共和國武士》共同获奖）。游戏亦登上Metacritic、IGN、GamesRadar和《Game Informer》的最佳Game Boy Advance游戏榜单。

## 外部連結
- （日語） 日本任天堂網站遊戲介紹 （页面存档备份，存于）
- （英文） 美版官方網站